# Гибсон Лес Пол
Гибсон Лес Пол је модел електричних гитара први пут представљена раних 50-их година. Модел Лес Пол гитара дизајнирао је Тед Макарти у сарадњи са познатим гитаристом Лес Полом, коме је дата обавеза да одобри нови модел гитаре.

## Порекло
Лес Пол гитаре су резултат сарадње Гибсон произвођача гитара и поп звезде, проналазача и цењеног џез гитаристе Лес Пола. Појавом Фендер телекастера на музичком тржишту, настала је права помама за новом врстом инструмената. Као одговор на Фендер телекастер, Гибсоново руководство на челу са Тедом Макартијем ангажовало је гитаристу Лес Пола као консултанта на изради новог типа гитаре. Лес Пол је и у то време важио за угледног проналазача који експериментисао са различитим дизајнима гитара првенствено ради добијања бољег звука у својим делима и музици. Он је већ у то време израдио прототип гитаре од чврстог тела коју је назива "The Log" (Пањ), које се концептуално може сматрати првом шпанском гитаром чврстог тела. Ова гитара је позната као Пањ зато што је основа од бора у ширини и дубини мало већа од ширине врата гитаре. Иако су и други бројни прототипови и ограничене серије гитара чврстог тела других произвођача узете у разматрање, познато је и да је између 1945 и 1946, Лес Пол представио прототип Пања, али је његов дизајн одбијен.
Ово одбијање из 1951, представља почетак сарадње између Гибсона и Лес Пола. Договорено је да ће та нова гитара бити скуп, ручно рађен и квалитетан инструмент сходно Гибсоновој традицији. Иако се сећања разликују у погледу ко је колико допринео дизајну Лес Пол гитара, нова гитара није представљала копију Фендерових модела. Гибсон је још од 1930. године тржишту нудио полуакустична гитара (hollow body) гитаре, модел ЕС-150, али ове полуакустичне гитаре су минимално послужиле развоју новог модела, од којих су преузете само неке основне карактеристике, као што су традиционална закривљеност гитаре и лепљење врата гитаре за тело. Овај концепт је био тотално другачији и мање радикалан од новог модерног облика Фендерових гитара, чији је врат био учвршћен за тело гитаре уз помоћ завртања.
Допринос Лес Пола у развоју гитаре и даље изазива недоумице. У књизи „50 година Гибсон Лес Пола“, ограничава се Полов допринос на само две ствари: саветовање на трапезастом кордару и предлозима за боју гитаре (Пол је сматрао да ће златна боја стварати утисак скупље гитаре, а његов одабир боје је била и црна боја, јер је сматрао да ће прсти брже ићи, а изгледала би много класичнији као смокинг).
Гибсонов председник Тед Макарти био је становишта да се ради боље продаје уреже име музичара на глави гитаре и 1951. Гибсон је приказао Полу скоро завршен инструмент. Макарти је такође тврдио да је дискусија са Полом била ограничена на кордару и покривање тела гитаре које је било од махагонија са надоградњом од јавора, како би се повећала густина и трајност звука, док је Лес Пол је тражио обрнуто. Лес Полова идеја да је одбијена јер су у Гибсону проценили да би то значајно повећало тежину гитаре. Допринос који је Лес Пол дао и због чега гитара носи његово име су ипак више козметичке природе. Лес Пол је наглашавао да гитара треба да буде у златној боји, не само због дречавости, већ да нагласи висок квалитет Лес Пол инструмента.

## Модели и варијације
Од почетка саме производње Лес Пол гитара, замишљена су два модела: регуларни модел (још познат као GoldTop) и посебни модели (Custom model) који је нудио побољшане делове и више формалну црну боју. Али развојем пикапова, тела и делова, дизајн Лес Пол гитара дозволио је да то постане дугорочна серија електричних гитара које могу бити доступне свим потрошачким групама изузев почетничким. За тржиште почетничких гитара био је презентован Мелоди Макер (Melody Maker) модел, који је био јефтин модел и на коме није било угравирано име Лес Пол, али је био израђен на дизајну Лес Пол гитара.
Поред облика гитаре, постоје још пуно карактеристика које издвајају Лес Пол гитаре од осталих електричних гитара. На пример у духу Гибсонових полуакустична гитара, жице се на гитару уграђују на горњој страни тела гитаре, а ређе кроз само тела као што је код Фендерових гитара. Гибсон је увек пружао већи број различитих боја и обрада саме гитаре. Најчешће боје су боја словоначе, боја црвеног вина, класично бела, алпско бела и сл. Гибсон је увек пружао могућност одабира различитих обрада, декорација и делова, од којих су неки имали велики утицај на развој и звук електричних гитара. 1957. Гибсон је представио хамбакере пикапове коју су изазвали револуцију електричних гитара, јер се уз помоћ њих елиминисан шум који се јављао код пикапова са једним намотајем.

## Голдтоп модел (1952–1957)
Модели Лес Пол гитара из 1957. карактерисали су П-90 пикапови са једним намотајем, трапезаста кобилица и кордар. Тежина и тонске карактеристике су увелико зависиле од саме конструкције од махагонија и јавора. Јавор је тврдо и тешко дрво и због тога је његова употреба била ограничена на покривања тела од махагонија које је донекле било лакше од јавора, како инструмент не би постао претежак. Први модели из 1952. нису имали серијске бројеве и нису пратили стриктни дизајн, а многи те гитаре сматрају раним прототиповима Лес Пол гитара. Крајем 1952. Лес Пол гитаре добијају серијски број и прати се стриктни дизајн гитаре. Данас ови рани модели Лес Пол гитара заокупљају интересовања великог броја колекционара и у продаји достижу изузетно високе цене.

## Прилагођени модели (Les Paul Custom) (1954–1960)
Друго издање Лес Пол гитара представљено је јавности 1954. Назван је Гибсон Лес Пол Кастом (Gibson Les Paul Custom), била је тотално црна и називана је још Црна лепотица (Black Beauty). Ове гитаре су одликовале целокупном конструкцијом од махагонија и на њима су први пут употребљени нова Tune-o-Matic  кобилица и пикапови са алнико-5 магнетима на вратној позицији. Од 1957. ови модели су испоручивани са нови хамбакер пикаповима, а касније је постојала и варијанта са три пикапа. Модел са три пикапа и даље је био испоручиван са стандардним прекидачем са три положаја, тако да њима нису биле могуће све комбинације пикапова.

## Јуниор (1954–1960) и ТВ модели (1955–1960)
1954. Гибсон представља Гибсон Лес Пол Јуниор гитаре намењене мање искусним гитаристима. Постојало је више значајних разлика ове гитаре у односу на постојеће моделе. Лес Пол Јуниор гитару карактерисало је равно тело од махагонија и постојао је само један П-90 пикап. Ове су биле рађене у Гибсон Сунбурст обради.
Касне 1955. године приказан је модел ТВ. Овај модел је у суштини био Јуниор модел али са другачијом завршном обрадом и бојом. Ови модели су се израђивали у жутој боји. Жута боја је узета јер је та боја боље изгледала на раним црно белим телевизорима у односу на превише сјајну белу боју.
1958. обе модела ових гитара су доживеле значајније промене. Са променом дизајна дошло је козметичких промена на овим гитарама које ће касније имати велику важност. Побољшањем дизајна дошло је до бољег приступа горњим праговима што је био један од најчешћих захтева музичара. Гибсон је обновио модел са новим дуплим пресеченим обликом тела. Ове гитаре су нуђене са новим завршним обрадама и бојама.

## Специјал (Les Paul Special) (1955–1960)
Лес Пол Специјал је први пут представљена 1955, са два П-90 пикапа са једним намотајем и завршном обрадом у ТВ жутој (овај модел никада није називан ТВ модел).
Од 1959. Лес Пол Специјал је израђиван са новим дупло пресеченим телом које је годину дана раније први пут коришћено код Јуниор и ТВ модела. За разлику од Јуниор и ТВ модела, Специјал је био опремљен са два пикапа, новим дизајном, простор за горњи пикап се преклапао са спојем врата у тело гитаре, што је касније утврђено да представља грешку у конструкцији, јер је често долазило до ломљења гитаре. Проблем је убрзо превазиђен спуштањем пикапа и ојачавањем споја врата и тела гитаре.

## Стандард (Standard) (1958–1960, 1968–2008)
1958. године Гибсон је променио крајњу обраду регуларног Лес Пол модела и уместо златне боје која је коришћена још од 1952. узета је Сунбурст обрада, која је била честа код Гибсонових акустичних и полуакустичних гитара. Ова нова обрада је касније била нуђена тржишту под новим именом Лес Пол Стандард. Гитаре су биле опремљене идентично Голдтоп моделима из 1957, а имали у ПАФ хамбакере, при чему су неки модели имали Бигсби вибрато кордар и туне-о-матик кобилицу или Кахлеров тремоло систем.

## 2008 Стандард (Standard) (2008–)
Гибсонова верзија Лес Пол Стандарда представљена је 1. августа 2008. Нова верзија има већи вратни клин, асиметрични профил врата гитаре како би се олакшало свирање, прагови се штелују уз помоћ Плек машине и користе се Гровер чивије са унапређеним односом 18:1. Са моделом 2008. Гибсон је први пут употребио нову технологију за смањење тежине гитаре, са посебним коморама у посебним деловима тела гитаре од махагонија. Пре 2008. тела Лес Пол гитаре су биле као „швајцарски сир“, са бројним рупама, али то није систем комора које се данас користи. 2008. године Гибсон је тржишту понудио и традицоналну верзију Лес Пола (Les Paul Traditional), која се израђује на традиционалним специкацијама, са Класон чивијама, 57 класик пикаповима и телом без комора.
1961. Лес Пол СГ (Les Paul SG)
1960. године Гибсон је увидео да појавом Фендер Стратокастер (Fender Stratocaster) гитара губи део тржишта. Као одговор на на Фендеров модел, Гибсон модификује Лес Пол линију. Овај нови модел из који је представљен 1961. је био знатно тањи и лакши са две оштро завојена ивице у облику рогова и опремљен вибрато системом. Нова гитара је креирана без ангажовања Лес Пола. Кад је нова гитара представљена Лес Полу, музичар је захтевао да се уклони његово име са гитаре и тражи прекид сарадње са компанијом. Иако се прекид сарадње десио још 1960. године, Гибсон је имао вишак залиха Лес Пол логоа, компанија је испоручивала гитаре са Лес Пол именом све до 1963. године, када се нова гитара преименовала у СГ (SG), што представља скраћеницу од простог термина чврста гитара (ен: Solid Guitar). Гибсон СГ је био стандардни модел електричних гитара у Гибсоновој понуди до 1968. године када је тржишту поново понуђен Лес Пол Стандард Голдтоп и Лес Пол Кустом.

## Поновно интересовање за Лес Пол моделе
1964, Кит Ричардс из Ролингстонса добија Лес Пола из 1959. На гитару додаје Бигсби кордар и тај инструмент постаје први Лес Пол који поседује нека звезда у Британији и коме он служио као главни инструмент. Ерик Клептон такође препознаје потенцијал Лес Пол гитара из касних 50-их. Он почиње користити Лес Пол гитаре под утицајем Фредија Кинга и Хуберта Самлина. Убрзо многи уметници као Питер Грин, Мајк Блумфилд, Мик Тејлор, Џеф Бек и Џими Пејџ почињу користити Гибсонове моделе. Ови модели из 50-их година имали су много пунији и дуготрајнији тон захваљујући Гибсонових хамбакер пикапова познатих као ПАФ (од ен: "Patent Applied For" ). Ови ПАФ пикапове дизајнирао је Сет Ловер док је радио за Гибсон корпорацију и први пут су примењени на гитарама из 1957. године. Ова иновација је постала стандард у изради Гибсонових пикапова и постепено многе гитарске компаније опремају са своје гитаре сличним хамбакинг система али избегавајући кршење патентних права. Стандардни хамбакери других произвођача гитара и независних произвођача пикапова, као Симор Данкан или ДиМарцио, нуђени су уз Гибсон гитаре тек по истицању патентних права. Током година аутентични Лес Пол из 50-их година постаје један од најтраженијих и најскупљих електричних гитара. Претпоставља се да је остало још само 2000 оригиналних примерака

## Лес Пол модела у Норлин ери
Током периода названог „Норлин ера“, када је дошло до промена власничке структуре у Гибсон компанији, дошло је до значајнијих промена дизајна гитара, а најпрепознатљивија промена је у завојници врата гитаре. Лес Пол гитаре су важиле за лако ломљиве, поготову на вратним спојевима гитаре. Завојница врата гитаре ојачала врат гитаре и отежала ломљене гитаре. Друга даља унапређења су била на ојачавању гитаре, због тога се променио начин израда врата гитаре и уместо једног комада дрвета махагонија у израда врата прелази се на јавор и то спајањем три комада дрвета. Тело Лес Пол гитара је такође измењено, тело од махагонија више није прекривано једним компактним комадом јавора већ је то рађено у више слојева (ен: pancake body).
У овој ери Гибсон је експериментисао и са новим моделима као што је Лес Пол рекординг (Les Paul Recording), који није најбоље прихваћен код многих гитариста, јер су сматрали да је претрпан непотребним додацима. Рекординг је опремљен пикаповима ниске импендансе, са много прекидача и дугмића, и за повезивање са појачалом били су неопходни посебни каблови. Било је ту још неких ситнијих измена попут не ограничавање израде прстохвата искључиво од јавора, заштита шупљина за пикапове, укрштање АБР1 Тун-о-матик кобилице у модерне Нешвил Тун-о-матик кобилице.

## Де лукс (DeLuxe)
Модел Де лукс је био нов модел Лес Пола из 1968, Овај модел је био опремљен мини хумбукерима, познатим и као Њујорк хамбакерима, али се ови модели нису показали нарочито популарним. Мини хумбакери су се уклапали у шупљине који су раније биле изразене за П-90 пикапове (пикапови са једним намотајем). Они су се убацивали у шупљине уз помоћ посебног израђеног адаптера. На овај потез челници Гибсона су се одлучили због залиха Епифонових мини хамбакера који су остали после пресељења производње Епифон гитара у Јапан. Де Лукс је представљен 1968 и помогао је стандардизацији производње Лес Пол гитара у САД. Интересантно је да је модел Де лукс из 1969. испоручиван без тачке на слову „и“ на Гибсоновом логу. Популарност ове гитаре није била велика и 1985. прекида се производња. Међутим 2005. Гибсон поново представља овај модел, првенствено због популарности коју је гитара доживела код познатих гитариста Пита Товнсхенда и Тина Лизија.
1978. Гибсон је представио Лес Пол Про Де лукс (Les Paul Pro DeLuxe ). Ова гитара је била опремљена П-90 пикаповима уместо мини хамбакерима, имала је прстохват од абаноса, врат од јавора и хромиране делове. Прво је представљена у Европи, а касније и САД. 1982. престало се са производњом ових гитара.

## Студио (Studio)
Студио модел представљен је 1983. године. Првенствено је био намењен студијским музичарима, дизајн је фокусиран на добијању оптималног звучног излаза. Овај модел је опреман искључиво елементима који ће Лес Пол гитарама побољшати звук и свирљивост. Ови модели ипак нису били у потпуности израђени као стандардни Лес Пол модели, изузимајући и неке основне карактеристике, али све то није утицало превише на звук и квалитет свирања. Тела раних модели Студија из периода 83-86, чешће су израђивана од дрвета јове него махагонија и јавора.

## Модерне Лес Пол гитаре
Јануара 1986. у Гибсону се мења власничка структура и проширује се асортиман Лес Пол гитара са различитим нивоима опрема у зависности од потреба потрошача. У понуди се уврштавају и нове гитаре које се израђују на идентичан начин као ранији модели који су се производили од 1952 до 1960.

## Лес Полова гитара
Све до своје смрти (август 2009), Пол је користио своју личну Лес Пол гитару, на својим недељним њујоршким наступима. Пол је преферирао Гибсон Рекординг модел са измењеном електроником и телом које од једног комада махагонија, који је константно унапређивао. Најуочљивија доградња био је бигсби вибрато.

## Епифон Лес Пол гитаре
Гибсон је преузео Епифон компанију 1957. године и у то време он је највећи ривал Гибсону на пољу производње полуакустичних гитара. Преузимањем компаније Епифон, почела је производња јефтинијих Лес Пол гитара намењених мање захтевним корисницима, и од материјала који су били доступнији и јефтинији. Производња Епифон гитара брзо је пребачена изван САД у Јапан и друге земље где је постојала јефтинија радна снага. И данас Епифон производи јефтиније варијанте Лес Пол гитара по ценама које су знатно ниже од гибсонових.

## Компјутеризоване гитаре
Године 2007, Гибсон је представио идеју креирања компјутеризоване гитаре. Прва таква гитара је представљена 7. децембра 2007. и названа је Гибсон Робот. У телу гитаре је уграђен рачунар са дугметом за контролу. Компјутерски систем омогућава лако и брзо штимовање гитаре простим одабиром жељеног штима и окидањем свих жица. Ова гитара има могућност штимовања различитим штимовима, као спуштено Д и други.
Дана 15. децембра 2008. представљена је унапређења верзија Робот гитаре названа Црна ватра (Gibson Dark Fire)

## Лес Пол имитације
Порастом популарности Лес Пол гитара почиње и копирање модела од стране разних произвођача. Током 60-их и 70-их година прве имитације гитара радиле су компаније као Хофнер (Hofner), Хагстром (Hagstrom), Хармони (Harmony) и Греко (Greco), с тим да су на тим гитарама постојале значајније разлике у односу на оригинал, различита електроника, врат је учвршћиван завртњима и сл.
Касних 70-их јапанске компаније су правиле скоро идентичне копије Гибсон Лес Полова из 58. и 60. Моделе које је јапанска фирма Токаи производила 1978. године биле су идентичне копије Лес Полова из 1958. Ти модели су познати као Лес Пол Риборн (Les Paul REBORN) и каснији Лаве рок (Love Rock). Ови модели су биле идентичне израде, имале су готово идентичан звук, а по многима чак и бољи од оригинала. Ове гитаре су биле знатно јефтиније јер су се израђивале у Јапану, где је радна снага била јефтинија, а уз помоћ ЦНЦ машина, с тим што су финији радови рађени ручно што је знатно смањило трошкове израде гитаре. Гибсон је тужио компаније због копирања. Суд је утврдио да су гитаре јапанског произвођача имале идентичан дизајн главе гитаре (познат као „отворена књига“) и Гибсон је добио парницу, а нове гитаре нису смеле имати дизајн "отворене књиге". После ове парнице јапански произвођачи су изменили дизајн гитара.
Популарности јапанских копија гитара допринео је и сам Гибсон, који је у том периоди тржишту нудио гитаре лошије израде и мање повољне цене у односу на јапанске копије. Гитаре јапанских произвођача из овог периода познате су и као „тужене“ (lawsuit guitars).
Компанија Херитиџ гитарс (Heritage guitars), основана 1985. године од стране четворице старих радника Гибсона, када је компанија преселила производњу из Каламозуа у Нешвил. Нова компанија је наставила производњу у истој фабрици идентичних модела гитара из касних 50-их и 60-их. Због чињенице да се ове гитаре производе у старој фабрици многи не сматрају гитаре ове компаније копијама него заоставштином старе компаније.
Гибсон је у Финској изгубио право на заштићено име Лес Пол. Према одлуци суда име Лес Пол представља општи назив за тип гитара. Тужбу је покренуо Гибсон тужећи фирму Мусамалима (Musamaailma) која је увозила Токаи гитаре. Неколико сведока успело је да убеди суд да назив Лес Пол представља општи појам којим се означава специфичан тип гитаре. На донету пресуду Гибсон се није жалио.
Гибсон је 2006. године изгубио парницу против ПРС (PRS guitar), Гибсон је тврдио да је тужена компанија украла облик и дизајн Лес Пол гитара.